# Зґон (Вармінсько-Мазурське воєводство)
Зґон (пол. Zgon, нім. Hirschen) — село в Польщі, у гміні Пецки Мронґовського повіту Вармінсько-Мазурського воєводства.
Населення — 137 осіб (2011).

## Демографія
Демографічна структура станом на 31 березня 2011 року:
|          | Загалом | Допрацездатний вік | Працездатний вік | Постпрацездатний вік |
| -------- | ------- | ------------------ | ---------------- | -------------------- |
| Чоловіки | 77      | 15                 | 54               | 8                    |
| Жінки    | 60      | 9                  | 41               | 10                   |
| Разом    | 137     | 24                 | 95               | 18                   |